# Король, Абрам Бенционович
Абрам Бенционович Король (англ. Abraham B. Korol; род. 18 октября 1946, Бендеры, Молдавская ССР) — советский и израильский биолог (эволюционист и генетик), учёный в области вычислительной геномики и биоинформатики. Доктор биологических наук (1988), профессор (1991).

## Биография
В 1971 году окончил Ленинградский политехнический институт со специализацией по вычислительной технике. Работал в Институте экологической генетики Академии наук Молдавской ССР, занимался математическим моделированием генетических процессов, в 1976 году защитил кандидатскую диссертацию в Институте общей генетики АН СССР. В 1983 году организовал и возглавил лабораторию генетической рекомбинации в Институте экологической генетики Академии Наук Молдавской ССР. В 1987 году защитил диссертацию доктора биологических наук по теме «Изменчивость кроссинговера у высших организмов» под руководством А. А. Жученко. 
С 1991 года — в Израиле. Организовал и возглавил лабораторию математической и популяционной генетики, отделение популяционной генетики и вычислительной биологии в Эволюционном институте Хайфского университета, где был назначен профессором (1996) и позже директором Эволюционного института (2008—2013). 
Основные труды в области использования математических методов в эволюционной генетике и компаративной геномике, в частности роли рекомбинации в эволюции генома, молекулярно-генетических аспектах адаптации к стрессу, генетическому картированию, генетическим механизмам культивирования и одомашнивания, алгоритмам секвенирования геномов растений.
Лауреат Государственной премии Молдавской ССР в науке и технике (1985), международных премий.
Индекс Хирша 67 (май 2025).

## Монографии
- А. А. Жученко, А. Б. Король. Рекомбинация в эволюции и селекции растений. М.: Наука, 1985. — 400 с.
- А. Б. Король, И. А. Прейгель, С. И. Прейгель. Изменчивость кроссинговера у высших организмов: методы анализа и популяционно-генетические модели. Кишинёв: Штиинца, 1990. — 404 с.
- A. B. Korol, I. A. Preygel, S. I. Preygel. Recombination Variability and Evolution: Algorithms of estimation and population-genetic models. London: Chapman & Hall; New York: Springer, 1994. — 362 p.
- E. Nevo, A. B. Korol, A. Beiles, T. Fahima. Evolution of Wild Emmer Wheat: Population Genetics, Genetic Resources, and Genome Organization of Wheat's Progenitor, Triticum dicoccoides. New York: Springer-Verlag, 2002. — 280 p.